# Captives à bord
Captives à bord est le quatrième tome de la série de bande dessinée L'Épervier.

## Synopsis
Voguant à bord de "La Pomone", l’Épervier et son fidèle équipage prennent en chasse leur ancien navire de "la Méduse" que leur a volé le marquis de la Motte. Mais la traversée de l'Atlantique, des côtes de France à Cayenne, ne sera pas de tout repos.

## Personnages
- Yann de Kermeur
- la comtesse Agnès de Kermellec
- Hervé de Villeneuve : cousin d'Agnès
- Marquis de la Motte de Kerdu
- Marion : prostituée, amoureuse de Yann
- Cha-Ka : indien, frère de sang de Yann
- Main de fer : homme de l'Epervier
- Caroff : borgne, homme de l'Epervier
- Madame de Beaulieu : vit à La Rochelle. Yann vient à son secours en mettant en fuite les voleurs qui l'agressaient. Elle reconnaît Yann. C'est la mère d'un de ses seconds lieutenants, mort trois ans avant lors de l'attaque d'un bateau anglais. Elle rend l'Epervier responsable de ce décès. Elle fera tout pour se venger.

## Lieux
- La Rochelle : la Pomone y fait escale pour réparer une voie d'eau et débarquer les prisonnières qui le désirent.
- Tenerife
- Cayenne